# Monba
Monba (kinesiska: Monba Xiang, 门巴, 门巴乡, Menba) är en socken i Kina. Den ligger i den autonoma regionen Tibet, i den sydvästra delen av landet, omkring 120 kilometer nordost om regionhuvudstaden Lhasa. Antalet invånare är 3 675. Befolkningen består av 1 852 kvinnor och 1 823 män. Barn under 15 år utgör 27,0 %, vuxna 15-64 år 67 %, och äldre över 65 år 5,0 %.
Genomsnittlig årsnederbörd är 829 millimeter. Den regnigaste månaden är juli, med i genomsnitt 211 mm nederbörd, och den torraste är december, med 4 mm nederbörd.